# Fjärdhundra
Fjärdhundra est une localité de Suède dans la commune d'Enköping située dans le comté d'Uppsala.
Sa population était de 954 habitants en 2019.